# Partido de Mar Chiquita
Partido de Mar Chiquita är en kommun i Argentina.   Den ligger i provinsen Buenos Aires, i den sydöstra delen av landet, 300 km söder om huvudstaden Buenos Aires. Antalet invånare är 17 908.
Omgivningarna runt Partido de Mar Chiquita är en mosaik av jordbruksmark och naturlig växtlighet. Runt Partido de Mar Chiquita är det mycket glesbefolkat, med 6 invånare per kvadratkilometer.